# Марнате
Марна̀те (на италиански: Marnate; на ломбардски: Marnàa, Марнаа) е градче и община в Северна Италия, провинция Варезе, регион Ломбардия. Разположено е на 227 m надморска височина. Населението на общината е 7810 души (към 2017 г.).